# Mårsmyrtjärnen
Mårsmyrtjärnen är en sjö i Skellefteå kommun i Västerbotten och ingår i Mångbyåns huvudavrinningsområde.